# Andreas Voss
Andreas Voss (Warstein, 14 februari 1961) is een Duits hoogleraar Infectiepreventie aan de Rijksuniversiteit Groningen en arts-microbioloog bij het Universitair Medisch Centrum Groningen.
Voss studeerde geneeskunde aan de Technische Universiteit München en was verbonden aan het Rechts der Isar-ziekenhuis. Hij promoveerde daar op het proefschrift Antibiotic profylaxis in gynecology. Voss specialiseerde zich in medische microbiologie en was een jaar verbonden aan de University of Iowa Hospitals and Clinics van de Universiteit van Iowa en vanaf 1994 aan de Katholieke Universiteit Nijmegen. Hij promoveerde daar in 1996 op het proefschrift Epidemiology of invasive Candida infections. In 2003 werd Voss aan de Radboud Universiteit aangesteld als eerste hoogleraar Infectiepreventie in Nederland. Hij was tot mei 2022 tevens als Hoofd infectiepreventie verbonden aan het Canisius-Wilhelmina Ziekenhuis. In 2019 kreeg hij samen met zijn zoon een Ig Nobelprijs voor onderzoek naar de hygiëne van papiergeld uit verschillende landen. Sinds juni 2022 is hij als hoogleraar verbonden aan de Rijksuniversiteit Groningen en hoofd van de afdeling Medische Microbiologie en Infectiepreventie van het Universitair Medisch Centrum Groningen.
Tijdens de coronacrisis in Nederland sinds 2020 is hij lid van het Outbreak Management Team dat het kabinet-Rutte III adviseert over maatregelen die de verspreiding moeten tegengaan van het coronavirus SARS-CoV-2 dat de besmettelijke luchtwegaandoening COVID-19 veroorzaakt.